# Fèlix Pons Ferrer
Fèlix Pons Ferrer, més conegut com a Fèlix Pons, (Barcelona, 1972) és un actor, director i artista plàstic català amb orígens mallorquins.

## Biografia
Llicenciat en art dramàtic per l'Institut del Teatre de Barcelona. Grau en escultura per l'Escola Massana de Barcelona. Té una amplia experiència com a actor de cinema (Amnesia 2015, Copito de Nieve 2011, El Coronel Macià 2006) i televisió (Sicília sense morts 2022, Com si fos ahir 2021-, La Riera 2012-2016, Hospital central 2009, Ventdelplà 2005-2009, El cor de la ciutat 2001-2005). Paral·lelament a la seva tasca d’actor, com a director d’escena ha dirigint, entre d'altres: La Tardor Barcelonina de Francesc Pujols (La Seca-Espai Brossa, Àtic22), Consejos de un discípulo de Morrison a un fanático de Joyce de Roberto Bolaño i A.G Porta (Teatre Tantarantana), la trilogia Barceló/Twombly/DeStaël (Àtic22).
L’any 2013 crea la productora, ARSENIC ART STUDIO amb l’objectiu de desenvolupar projectes en l’àmbit dels nous llenguatges escènics i les arts plàstiques, hibridant creació escènica i art contemporani. Com a artista visual ha estat resident a la fàbrica de creació Fabra i Coats de Barcelona i actualment és resident al taller ESTUDI 78 de Barcelona.

## Obres

### Cinema
- El domini dels sentits (1996)
- Febrer (2004)
- El coronal Macià (2006)
- Copito de nieve (2011)
- Amnesia (I) (2015)

### Televisió
| - Sitges (1996–1997) - El joc de viure (1997) - El show de la Diana (1997) - La mandrágora (1997–2010) - Àgora (1999) - Des del balcó (2001–2002) - El cor de la ciutat (2001–2005) - Jet Lag (2004) - Ventdelplà (2005–2009) - El comisario (2007) - R.I.S. Científica (2007) | - Los Serrano (2007) - Vinagre (2008) - Hospital Central (2009) - Ànima (2009–2015) - Tita Cervera. La baronesa (2011) - La Riera (2012–2016) - Les coses grans (2015) - Cuéntame cómo pasó (2017) - Días de Navidad (2019) - Com si fos ahir (2021–2022) - Sicília sense morts (2022) |

### Teatre
| - Romeo y Juieta (1995) dirigit per Helena Pimienta - L'alfabet de l'aigua (1996) dirigida per Rafel Duran - Mala sang (1997) dirigit per David Plana - Trabajos de amor perdidos (1998) dirigida per Helena Pimienta - La barca nova (1999) dirigit per Joan Castells - La màquina d'aigua (1999) dirigit per Àlex Rigola - Vacanze (2000) autoria pròpia - Amb la mort als llavis (2001) autoria pròpia - Bodas de sangre (2001) dirigit per Ferran Madico - Suite (2001) dirigit per Toni Casares - Refugiats (2002) dirigit per David Plana | - L’Entêtement / La Terquedad (2002) dirigit per Marcial di Fonzo Bo i Élise Vigier - Antígona; Els set contra Tebes (2003) dirigit per Hadi Kurich - Primera Plana (2003) dirigit per Sergi Belbel - Maria Rosa (2004) dirigit per Àngel Alonso - 2666 (2008) dirigit per Àlex Rigola - El buñuelo de Hamlet (2007) dirigit per Àlex Rigola - Rock'n'Roll (2008) dirigit per Àlex Rigola - The End (un narco-western teatral) (2011) dirigit per Àlex Rigola - Consejos de un discípulo de Morrison a un fanático de Joyce (2014) dirigit per Fèlix Pons Ferrer - Timó d'Atenes (2014) dirigit per David Selvas - El quadern daurat (2020) dirigit per Carlota Subirós |